# Liberi liberi/Cuo-Remix
Liberi liberi/Cuo-Remix è un singolo della cantante italiana Lorella Cuccarini pubblicato nel 1992 da Five Record.

## Il disco
Liberi liberi è stato scritto da Silvio Testi, Marco Salvati e Beppe Vessicchio. Era la sigla dell'edizione 1991-1992 del varietà televisivo di Canale 5 Buona Domenica, condotto dalla Cuccarini in coppia con Marco Columbro.
Nel 2013 è stato il sottofondo di uno spot pubblicitario per Mediaset Premium.
Cuo-Remix, versione remix di Ascolta il cuore, singolo precedente di Lorella Cuccarini, è il brano inciso sul lato B del disco.